# کلاپفولتس
کلاپفولتس (به آلمانی: Klappholz) یک شهر در آلمان است که در اشلسویگ-فلنسبورگ واقع شده‌است. کلاپفولتس  ۵۳۱ نفر جمعیت دارد.